# Dude, Where's My Car?
Dude, Where's My Car? (Cara, Cadê Meu Carro? no Brasil, Onde Tá o Carro, Meu? em Portugal) é um filme
americano de 2000, uma comédia dirigida por Danny Leiner.
Com inspiração nas comédias adolescentes dos anos 90 como Dumb & Dumber (br: Débi & Lóide - Dois Idiotas em Apuros) e Austin Powers, apresenta Ashton Kutcher como Jesse, Seann William Scott como Chester, Jennifer Garner como Wanda e Marla Sokoloff como Wilma.

## Sinopse
Depois de uma noite de muita badalação, Jesse e Chester acordam sem lembrar de nada do que aconteceu na noite anterior. Nisso, lembram que precisam levar presentes que estão no carro para o aniversário das gemeas (suas namoradas Wanda e Wilma).
Quando saem para visitá-las, percebem a maior das surpresas. Onde está o carro? Na verdade o carro sumiu.
Sem pista alguma de onde o deixaram, os dois começam uma busca sem rumo. Eles têm que recuperar o carro, os presentes, e as namoradas, que estão furiosas depois da festa destruidora que os dois fizeram em sua casa na noite anterior.
O primeiro passo é começar a fazer as mesmas coisas que fizeram na noite passada. No meio desta busca sem sentido, os dois palhações encontram uma série de personagens estranhos, como uma popular garota que tem como guarda-costas o namorado ciumento e seu bando de amigos briguentos, dois ETs guardiões de um objeto misterioso, um grupo de belas mulheres maquiadas e sensuais que dizem ser as guardiãs do tal objeto, outro grupo de malucos vestidos com roupas "espaciais" feitas de plástico-bolha e um louco que acredita ser o salvador da Terra chamado Zoltan.

## Elenco
- Ashton Kutcher — Jesse Montgomery III
- Seann William Scott — Chester Greenburg
- Jennifer Garner — Wanda
- Marla Sokoloff — Wilma
- Kristy Swanson — Christie Boner
- David Herman — Nelson
- Hal Sparks — Zoltan
- Charlie O'Connell — Tommy
- John Toles-Bey — Sr. Pizzacoli
- Christian Middelthon — Alien Nordic Dude #1
- David Bannick — Alien Nordic Dude #2
- Turtle — Jeff
- Bob Clendenin — Zarnoff
- Mary Lynn Rajskub — Zelmina
- Kevin Christy — Zellner
- Freda Foh Shen — Chinese Foooood Lady (vocal no inglês)
- Mitzi Martin — Alien Jumpsuit Chick #1
- Nichole Hitz — Alien Jumpsuit Chick #2
- Linda Kim — Alien Jumpsuit Chick #3
- Mia Trudeau — Alien Jumpsuit Chick #4
- Kim Marie Johnson — Alien Jumpsuit Chick #5
- Jodi Ann Paterson — Super Hot Giant Alien
- Keone Young — Sr. Lee
- Andy Dick — Mark
- Brent Spiner — Pierre

## Recepção
O Metacritic, que usa uma média ponderada, atribuiu ao filme uma pontuação de 30 em 100, baseado em 17 críticos, indicando críticas "geralmente desfavoráveis".